# Anno (sê-ri trò chơi)
Anno là một dòng game xây dựng thành phố, chiến lược thời gian thực, được hình thành vào năm 1998 bởi hãng Max Design. Sê-ri này tập trung vào việc giúp người chơi thiết lập các thuộc địa trên một loạt hòn đảo nhỏ, tiến hành thăm dò khu vực, ngoại giao và thương mại với các nền văn minh và thương nhân khác, đồng thời quản lý tài nguyên và tham chiến cả trên bộ và trên biển. Hầu hết các phiên bản trong sê-ri đều diễn ra trong những giai đoạn lịch sử dưới thời Phục Hưng và kiến tạo Đế chế xuyên suốt lịch sử Trái Đất, với những nền văn hóa, kiến trúc và phong tục dựa trên các yếu tố thực tế từ những thời kỳ này, mặc dù các nền văn minh trong game có xu hướng trung lập với những quốc gia xác thực. Các tựa game gần đây tập trung vào các giai đoạn tương lai trong lịch sử Trái Đất xoay quanh các kịch bản "nếu như" có thể dựa trên các vấn đề hiện tại.
Mỗi phiên bản trong sê-ri chủ yếu là một tựa game độc lập, có cùng mức độ cơ chế cách chơi định kỳ, mặc dù với mỗi phần có sửa đổi cơ chế cách chơi hiện có và thêm vào các tính năng mới, với các bản mở rộng bổ sung những nội dung mới. Những phiên bản ban đầu chủ yếu tập trung vào hai chế độ chơi, mà người chơi có thể hoạt động ở chế độ chơi đơn hoặc nhiều người chơi qua mạng LAN hoặc kết nối trực tuyến, trong khi phần sau thêm vào trong chế độ chiến dịch một số nhiệm vụ, mỗi màn đều có cốt truyện riêng - cốt truyện thường tập trung vào việc người chơi tham gia một biến cố lớn trong khi bắt đầu đời sống trong game với tư cách là người cai trị một hòn đảo nhỏ.
Mặc dù chủ yếu được phát triển cho PC, sê-ri cũng bao gồm nhiều tựa game spin-off chủ yếu dành cho hệ máy chơi game cầm tay, từ đó có tính năng cơ chế game đơn giản hơn so với các dòng chính. Mỗi phiên bản trong lịch sử của dòng game đều có sự góp mặt của nhiều nhà phát triển và nhà phát hành khác nhau, với các bản gần đây nhất hiện đang được Blue Byte phát triển và Ubisoft phát hành. Phiên bản đầu tiên, Anno 1602, là trò chơi máy tính bán chạy nhất mọi thời đại của Đức tính đến tháng 12 năm 2002, với doanh số 2,5 triệu bản trên toàn thế giới và 1,7 triệu bản tại thị trường Đức. Phần tiếp theo của nó đã phá vỡ kỷ lục tốc độ doanh thu, trở thành trò chơi máy tính giá chính thức nhanh nhất của Đức đạt mốc 500.000 bản tính từ doanh thu nội địa. Cuối cùng, nó đã bán được hơn một triệu đơn vị tại các quốc gia nói tiếng Đức, và, khi kết hợp với người tiền nhiệm, đã đạt 4,5 triệu bản tính theo doanh số trên toàn thế giới vào tháng 10 năm 2006.

## Phiên bản
| 1998 | Anno 1602 |
| 1999 |           |
| 2000 |           |
| 2001 |           |
| 2002 |           |
| 2003 | Anno 1503 |
| 2004 |           |
| 2005 |           |
| 2006 | Anno 1701 |
| 2007 |           |
| 2008 |           |
| 2009 | Anno 1404 |
| 2010 |           |
| 2011 | Anno 2070 |
| 2012 |           |
| 2013 |           |
| 2014 |           |
| 2015 | Anno 2205 |
| 2016 |           |
| 2017 |           |
| 2018 |           |
| 2019 | Anno 1800 |

### Phiên bản chính
| Tên                                | Năm  | Nhà phát triển             | Bản mở rộng                                                       | Chú thích                                              |
| ---------------------------------- | ---- | -------------------------- | ----------------------------------------------------------------- | ------------------------------------------------------ |
| Anno 1602: Creation of a New World | 1998 | Max Design                 | Không có                                                          | phát hành tại Mỹ dưới tên gọi 1602 A.D.                |
| Anno 1503: The New World           | 2003 | Max Design                 | Không có                                                          | phát hành tại Mỹ dưới tên gọi 1503 A.D.: The New World |
| Anno 1701                          | 2006 | Related Designs            | The Sunken Dragon (2007)                                          | cũng được bán trên thị trường dưới tên gọi 1701 A.D.   |
| Anno 1404                          | 2009 | Related Designs, Blue Byte | Venice (2010)                                                     | phát hành tại Mỹ dưới tên gọi Dawn of Discovery        |
| Anno 2070                          | 2011 | Related Designs, Blue Byte | Deep Ocean (2012)                                                 | Không có                                               |
| Anno 2205                          | 2015 | Blue Byte                  | Wildwater Bay Tundra Veteran's Pack Big Five Pack Orbit Frontiers | Không có                                               |
| Anno 1800                          | 2019 | Blue Byte                  | Sunken Treasures (2019)                                           | Không có                                               |

### Spin-off
- Anno 1701: Dawn of Discovery (2007)

Một tựa game dành cho Nintendo DS, và spin-off của dòng game này.
- Anno: Create A New World (2009)

Một tựa game dành cho Nintendo DS và Wii, được biết đến ở Bắc Mỹ với tên Dawn of Discovery.
- Anno Online (2013-2018)

Một tựa game miễn phí chơi trên trình duyệt web (ngừng hoạt động vào tháng 1 năm 2018).
- Anno: Build an Empire (2015)

Dành cho nền tảng Android và iOS.
- Anno 2205: Asteroid Miner (2015)

Dành cho nền tảng Android và iOS.